# Leicester Square Station
Leicester Square Station er en London Underground-station, beliggende på Charing Cross Road, lidt øst for selve Leicester Square.
Stationen er på Northern line mellem Charing Cross og Tottenham Court Road, og på Piccadilly line mellem Piccadilly Circus og Covent Garden. Den ligger i takstzone 1.
På tidlige planer var stationen kaldet Cranbourn Street, men det nuværende navn blev benyttet, da stationen blev åbnet af Great Northern, Piccadilly and Brompton Railway den 15. december 1906.
Som de øvrige stationer på de oprindelige dele af Piccadilly og Northern lines blev stationen oprindeligt anlagt med elevatoradgang til perronerne. I 1920'erne steg passagertallene, da Northern line blev forlænget mod nord til Edgware og mod syd til Morden, og forventningen om endnu en stigning med 1930'ernes forlængelser af Piccadilly line gjorde, at stationen blev ombygget under jorden i begyndelsen af 1930'erne. Nye stationsindgange med en ny underjordisk billethal blev anlagt. Som med den lignende underjordiske billethal, der tidligere var bygget på Piccadilly Circus, blev denne udgravet delvist under kørebanen. Herfra blev tre sæt rulletrapper ført ned til begge perronsæt. De overflødige elevatorer blev fjernet, men elevatorskaktene forblev i brug som ventilationsskakte. Den ombyggede station åbnede i 1935.
Rulletrapperne ned til Piccadilly line var med sine 54 m de længste i hele Underground-netværket, indtil ombygningen og genåbningen af Angel i 1992, der overgik Leicester Square med sine 60 m lange rulletrapper.
Kontorer over den røde terracotta-stationsbygning på østsiden af Charing Cross Road bliver benyttet af Northern line-personale.

## Transportforbindelser
London buslinjer 14, 19, 24, 29, 38, 176, natlinjer N5, N20, N29, N38, N41 og N279.